# واشنطن كابيتولز
واشنطن كابيتولز هو نادي كرة السلة من واشنطن دي سي،الولايات المتحدة الأمريكية تأسس عام 1940 وأغلق عام 1950 وأنشاء بدلا عنه نادي واشنطن ويزاردز عام 1961